# Moïsme
El moïsme o mojia (en xinès: 墨家, pinyin: Mòjiā, 'Escola de Mo') és un corrent del pensament xinès originat per Mozi (volts dels 480 aC - 381 aC) i desenvolupat durant l'època dels "regnes combatents" (476 aC fins al 221 aC), període en què va constituir el principal corrent rival del confucianisme. El moisme defensava l'utilitarisme com a únic patró universal per a garantir un judici just, l'amor igualitari (jian ai) i l'única legitimitat de la guerra defensiva (amb l'objectiu final d'eliminar tota guerra). També deia que els esperits i el destí (ming) castigaven els qui cometien males accions; encoratjava la promoció de les persones amb talent, la conformitat amb els dictats dels superiors i condemnava l'exacerbació de les despeses exagerades.
Els seguidors d'aquesta escola vivien d'una manera austera i coneixien les arts marcials, que no dubtaven a practicar sovint per tal de defensar els pobres o per interposar-se per a evitar baralles. Rebutjaven el luxe fins al punt de condemnar la música, considerada com una font de despeses inútils, i ridiculitzaven l'arrogància dels lletrats tan ben considerats pel confucianisme.
No compartien la preocupació del confucianisme pels rituals i els consideraven una despesa innecessària. Rebutjaven el determinisme i consideraven una divinitat única. L'amor, segons els moïstes, solament és un, que és universal. Aquest amor és més propi dels grups militars que de la família.
L'escola va acabar dividint-se en diverses branques, que es van acusar mútuament d'heterodòxia. Amb l'arribada de la dinastia Han, cap al 206 aC, que va adoptar l'ensenyament de Confuci com a doctrina oficial de l'estat, el moisme va periclitar fins a desaparèixer completament de l'àmbit del pensament xinès. Amb tot, aquest moviment va representar el primer intent estructurat dins de la tradició xinesa que anava en contra de l'esperit de clan, i constituí una alternativa de reflexió autònoma.